# Jabłonna Łęczycka
Jabłonna Łęczycka – nieczynny wąskotorowy przystanek osobowy w Korytach-Osadzie, w gminie Daszyna, w powiecie łęczyckim, w województwie łódzkim, w Polsce. Został otwarty w 1910 razem z linią kolejową z Krośniewic do Koryt.